# Mouthpiece
Mouthpiece fou un grup de música hardcore straight edge de Nova Jersey, en actiu de l'any 1991 al 1996. Sovint és considerat com un dels grups representants del ressorgiment de la subcultura youth crew.
Després de la seva dissolució, el vocalista Tim McMahon va ser membre dels grups Hands Tied i Triple Threat. El guitarrista original, Pete Reilly, va formar The Eulogy amb membres d'Agnostic Front, Madball, Slapshot, The Vandals, Eye For An Eye, Straightfaced, i Throwdown.
El gener de 2009, Revelation Records va publicar Can't Kill What's Inside que compila tota la discografia del grup.

## Discografia
Àlbums
- 1991 Mouthpiece
- 1993 What Was Said
- 1995 Face Tomorrow

Compilació
2009 Can't Kill What's Inside